# Keramiek

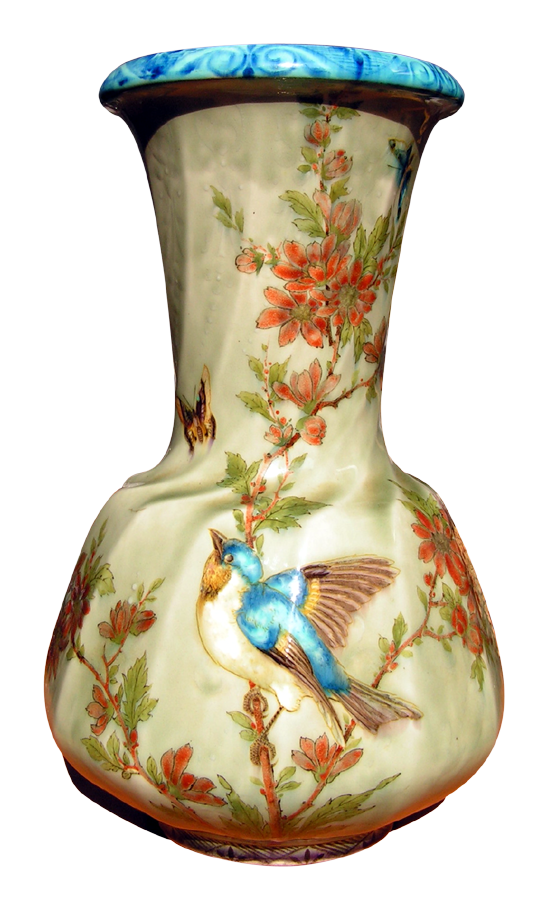
Een keramieken vaas (foto, 2005).

kraam met keramiek op de Albert Cuypmarkt (foto 2023)

Keramiek is een anorganisch materiaal dat een metaal noch een polymeer is. Keramiek ontstaat door verhitting (in bijvoorbeeld een oven), soms in combinatie met verhoogde druk, waarbij minimaal twee elementen aanwezig zijn. Een van deze elementen is non-metallisch en de ander mag zowel metallisch als niet-metallisch zijn.
Keramische producten zijn anorganische niet-metallische producten die niet of nauwelijks oplosbaar zijn en voor een belangrijk deel uit kristallijn materiaal bestaan. Eerst krijgen de producten bij kamertemperatuur hun vorm en worden daarna met een warmtebehandeling bij hoge temperaturen (>800 °C voor klassieke en >1200 °C voor technische keramiek) gebakken en zullen de producten hun typische materiaaleigenschappen verkrijgen.
Sommige materiaalkundigen rekenen glas en ander glasachtig amorf keramiek ook tot de keramieken, maar vanwege de amorfe kristalstructuur worden ze vaak in een aparte materiaalcategorie geplaatst of in ieder geval apart benoemd. Keramiek heeft een kristallijne of polykristallijne kristalstructuur.
Voorbeelden van keramiek zijn aardewerk, steengoed en porselein, maar ook diamanten, supergeleiders en implantaten. 

## Mechanische eigenschappen

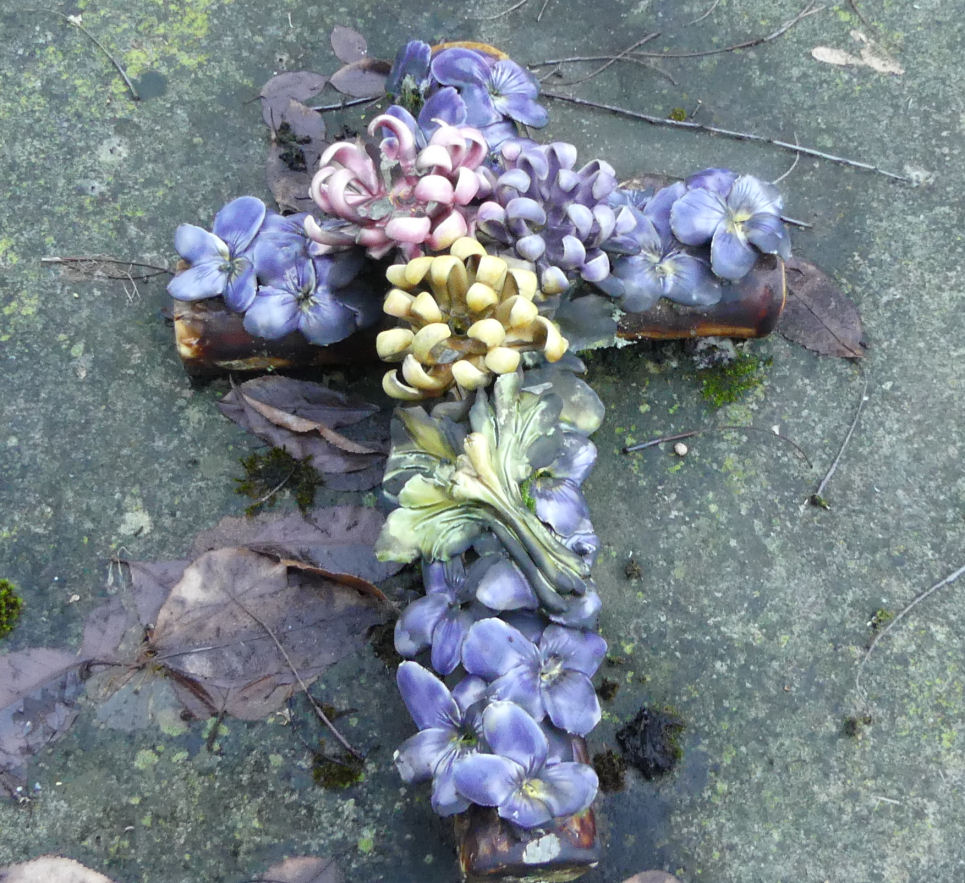
Een kruis met bloemen in veelkleurige keramiek; 20e eeuw.

Spanning-rekdiagram van in het blauw een ductiel materiaal en in het rood een bros materiaal. Keramiek zal onder belasting de typisch brosse curve volgen; veel spanning aan kunnen (sterk en hard), maar met een minimale rek breken.

Breukvlak van een keramiek materiaal in een rasterelektronenmicroscoop, dat een brosse breuk weergeeft. Deze breuk heeft vlakke snijvlakken, waardoor het ook wel een splijtbreuk wordt genoemd.

Keramische materialen hebben een aantal zeer bruikbare mechanische eigenschappen. Ze zijn zeer hard en bezitten een hoge vloeigrens (sterk). Ze zijn erg slijtvast, hittebestendig, isoleren zowel elektrisch als thermisch en zijn niet magnetisch. Hier zijn uitzonderingen op, zo zijn sommige keramieken zelfs supergeleidend. Daarnaast zijn ze erg resistent tegen corrosie.
Een groot nadeel van dergelijke materialen is echter dat ze vaak niet ductiel (vervormbaar) of taai zijn, maar erg bros met een lage breuktaaiheid. Door deze brosheid zal het materiaal abrupt kunnen bezwijken wanneer er scheuren in ontstaan. Dit fenomeen is ook te zien bij een sterretje in de voorruit van een auto, dat spontaan kan doorscheuren over het materiaal.
Door de keramiek echter toe te passen als een dunne laag (coating of thin film) op een ander taaier materiaal, kunnen de beste eigenschappen van beiden worden gecombineerd. Bijvoorbeeld de slijtvastheid van de keramiek en de vervormbaarheid van een metaal. Dit wordt bijvoorbeeld toegepast op gereedschap en messen.

## Classificatie
Keramiek kan worden ingedeeld op grond van toepassing, samenstelling en de aard van de chemische binding.

### Toepassing
Keramisch materiaal kan worden opgedeeld in twee categorieën aan de hand van de toepassing:
1. Technisch keramiek: technologisch verbeterde of veranderde keramiek of keramiek gebruikt voor een technische toepassing
2. Klassiek keramiek: klassiek keramische materialen uit de natuur en toepassingen in de kunst

### Samenstelling
Daarnaast kan keramisch materiaal worden opgedeeld in drie materiaalcategorieën aan de hand van de samenstelling:
1. Oxiden: verbindingen van zuurstof en een ander element
  - metaaloxide (alumina, magnesiumoxide),
  - mineraaloxide (berylliumoxide, ceria, zirconia)
2. Niet-oxiden: verbindingen die geen zuurstof bevatten
  - boriden
  - carbiden
  - nitriden
  - siliciden
3. Composieten (samengestelde materialen): deeltjesversterkt, vezelversterkt, combinatie van oxiden en niet-oxiden.

### Binding en structuur
Er zijn twee verschillende type atoombindingen van keramiek:
- Ionaire keramiek: een verbinding van een metaal en een niet-metaal; voorbeelden zijn de metaaloxiden en stoffen met een ionogene structuur, zoals het bekende keukenzout (NaCl), valt in deze groep. De ionen stapelen zich in een zo dicht mogelijke stapeling.
- Covalente keramiek: een covalente verbinding van twee niet-metalen, zoals siliciumdioxide (SiO2) en diamant (C), de monokristallijne toestand van zuivere koolstof. De moleculen verbinding zich als kettingen, lagen (grafeen) of tetraëdrisch

## Technisch keramiek
Technische keramieken zijn de keramieken waar aanpassingen in zijn gemaakt, zodat ze kunnen worden toegepast in de technologie.
Ze zijn onder andere te vinden in de volgende toepassingen:
- Substraten in elektrisch netwerken
- Gereedschap, zoals snijgereedschap en boren
- Medische toepassingen, zoals implantaten voor botten en gebitselementen
- Keramische laag op bijvoorbeeld zuigerstangen of in pannen ter vervanging van de anti-aanbaklaag
- Isolatie bij hoge temperaturen, zoals ovens en monsternames van staal
- Vensters voor infrarode lasers
- Warmtewisselaars
- Supergeleidende onderdelen
- Kogellagers
- Schijfremmen

## Klassiek keramiek
Het woord "keramiek" komt van het Griekse keramos, wat drinkvat of aardewerkvat betekent. Van origine werd het woord gebruikt voor het aanduiden van voorwerpen die van gebakken klei zijn gemaakt. Traditioneel zijn keramieken dan ook op klei (ofwel silicaten) gebaseerd. Hiervan zijn er zeer veel en ze worden gemaakt van uiteenlopende kleisoorten, diverse toeslagstoffen en allerlei procedés (bijvoorbeeld een verschillende oventemperatuur).
Bij de klassiek keramieken valt bijvoorbeeld te denken aan gebruiksvoorwerpen zoals potten en serviezen in porselein, aardewerk of steengoed, aan bouwmaterialen (baksteen, straatstenen en tegels) en aan sanitair (wasbakken en toiletpotten).
- Aardewerk wordt gebakken van klei bij een temperatuur van 800 tot ongeveer 1100°C, waarbij geen sintering of verglazing optreedt. Aardewerk wordt vrijwel altijd geglazuurd. Terracotta is ongeglazuurd aardewerk van roodbakkende klei. Raku is oorspronkelijk Japanse techniek van stoken waarbij het glazuur van de voorwerpen craqueleert.
- Steengoed of gres wordt gemaakt van een gresklei en kan worden gebakken bij hogere temperaturen (1200-1300 °C); hierbij versintert de klei, het product is geschikt voor het bewaren van vloeistoffen.
- Porselein, gebakken van een speciale witte kleisoort, gemengd met kwarts en veldspaat, gebakken bij 1200-1400 °C, waarbij het geheel verglaast. De basisgrondstof is kaolien of pe-tuntse afkomstig uit China. Kaolien wordt in Europa gevonden in de streek van Limoges, Duitsland, Tsjechië, Oekraïne, Cornwall en Spanje.

Een ander voorbeeld van klassiek keramiekgebruik is de (beeldhouw)kunst. Hierin staan vooral de vorm en kleur van keramiek centraal. Veelal wordt keramiek hierbij van een glazuurlaag voorzien. Invloedrijke keramisten in het Nederlandse taalgebied zijn onder andere Chris Dagradi (1954), Johan van Loon (1934), Leen Quist (1942-2014), Jan Snoeck (1927), Pieter Stockmans (1940), Frank Steyaert en Jan van der Vaart (1931-2000). Een bekend keramist uit de Verenigde Staten is Richard Staffel (1911-2002).

### Voorbeelden van kunstzinnig keramiekgebruik
- Oud-Grieks aardewerk
- Terra sigillata
- Delfts blauw
- Pottenbakken
- İznik-keramiek
- Majolica
- Faience (aardewerk)
- Harlinger Aardewerk- en Tegelfabriek
- Keramisto
- Kintsugi